# Catamayo (kanton)
Catamayo – kanton w prowincji Loja, w Ekwadorze. Stolicą kantonu jest Catamayo.